# COX7B
La subunidad 7B de la citocromo c oxidasa mitocondrial (COX7B) es una enzima que en los seres humanos está codificada por el gen COX7B. COX7B es una subunidad codificada en el núcleo de la citocromo c oxidasa (COX). La citocromo c oxidasa (complejo IV ) es un complejo enzimático de múltiples subunidades que acopla la transferencia de electrones del citocromo c al oxígeno molecular y contribuye a un gradiente electroquímico de protones a través de la membrana mitocondrial interna, actuando como la enzima terminal de la cadena respiratoria mitocondrial. El trabajo con los latices de Oryzias ha vinculado las alteraciones de la COX7B con la microftalmia con lesiones cutáneas lineales (MLS), microcefalia y enfermedad mitocondrial. Clínicamente, las mutaciones en COX7B se han asociado con defectos cutáneos lineales con múltiples anomalías congénitas.

## Estructura
COX7B se encuentra en el brazo q del cromosoma X en la posición 21.2 y tiene 3 exones. El gen COX7B produce una proteína de 9,2 kDa compuesta por 80 aminoácidos. COX7B es una de las cadenas polipeptídicas codificadas en el núcleo de la citocromo c oxidasa (COX), un complejo heteromérico que consta de 3 subunidades catalíticas codificadas por genes mitocondriales y múltiples subunidades estructurales codificadas por genes nucleares. La proteína codificada por COX7B pertenece a la familia de la citocromo c oxidasa VIIb. COX7B tiene un dominio peptídico de tránsito de 24 aminoácidos desde las posiciones 1-24, un dominio de matriz mitocondrial topológica de 8 aminoácidos desde las posiciones 25-32, un dominio transmembrana helicoidal de 27 aminoácidos desde las posiciones 33-59 y una intermembrana topológica de 21 aminoácidos dominio de las posiciones 60-80. COX7B también puede tener varios pseudogenes en los cromosomas 1, 2, 20 y 22.

## Función
La citocromo c oxidasa (COX), la enzima terminal de la cadena respiratoria mitocondrial, cataliza la transferencia de electrones del citocromo c reducido al oxígeno. Las subunidades codificadas mitocondrialmente de COX funcionan en la transferencia de electrones, mientras que las subunidades codificadas en el núcleo pueden estar involucradas en la regulación y ensamblaje del complejo. El gen nuclear COX7B codifica la subunidad 7B, que se encuentra en la membrana mitocondrial interna en asociación con varias otras proteínas que abarcan el complejo COX. Se encuentra en todos los tejidos y se ha demostrado que es muy similar a la proteína COX VIIb bovina. Se cree que la COX7B es importante para el ensamblaje y la actividad de la COX, la función de la cadena respiratoria mitocondrial y el desarrollo adecuado del sistema nervioso central en los vertebrados.

## Organismos modelo
Oryzias latices  (también conocido como medaka) es un pez de arroz japonés que se ha utilizado como organismo modelo en estudios de COX7B. Mediante el uso de una técnica de eliminación de morfolinos, se ha demostrado que COX7B es indispensable para el ensamblaje de COX, la actividad de COX y la respiración mitocondrial. Además, la regulación a la baja de un ortólogo de COX7B ha sugerido que puede haber una asociación entre la disfunción de COX7B y la microftalmia con lesiones cutáneas lineales (MLS), microcefalia y enfermedad mitocondrial. El trabajo los latices de Oryzias también podría indicar un papel conservado evolutivo de los complejos de la cadena respiratoria mitocondrial en el desarrollo del sistema nervioso central. 
Las mutaciones en COX7B se han asociado con defectos cutáneos lineales con múltiples anomalías congénitas. Este trastorno es una forma distinta de aplasia cutis congénita que se presenta como múltiples defectos cutáneos lineales en la cara y el cuello asociados con un crecimiento deficiente y baja estatura, microcefalia y dismorfia facial. Las características clínicas adicionales incluyen discapacidad intelectual, distrofia ungueal, anomalías cardíacas, hernia diafragmática, anomalías genitourinarias, discos ópticos pálidos y potenciales evocados visuales alterados, agenesia del cuerpo calloso y otras anomalías del sistema nervioso central. Las mutaciones de COX7B asociadas con la enfermedad incluyen c.196delC, una mutación heterocigótica que conduce a un cambio de marco en el exón 3, c.41-2A> G, una mutación de empalme heterocigoto en un nuevo sitio aceptor en el intrón 1, y c.55C> T, una mutación heterocigótica sin sentido en el exón 2. Además, los experimentos con los latices de Oryzias sugieren que la COX7B puede estar asociada con la microftalmia con lesiones cutáneas lineales (MLS), un trastorno mitocondrial letal masculino dominante ligado al cromosoma X.

## Interacciones
Se ha demostrado que COX7B tiene 6 interacciones proteína-proteína binarias, incluidas 3 interacciones co-complejas. Se ha descubierto que GNMT, MYB, MT-C01, HSCB y SLC25A13 interactúan con COX7B.